# Jarosław Cholewa
Jarosław Cholewa (ur. 1966) – polski sportowiec, nauczyciel akademicki, doktor habilitowany nauk o kulturze fizycznej w zakresie teorii sportu.

## Życiorys
Jest absolwentem III Liceum Ogólnokształcącego im. Adama Mickiewicza w Katowicach. Odbył studia na AWF w Katowicach. Tam też w 1998 na Wydziale Wychowania Fizycznego uzyskał stopień doktora nauk o kulturze fizycznej w zakresie kultury fizycznej, specjalność teoria sportu na podstawie rozprawy pt. Model matematyczny i sterowanie optymalne treningiem sportowym 14-letnich pływaków. W 2009 na tym samym Wydziale otrzymał stopień doktora habilitowanego na podstawie dorobku naukowego oraz rozprawy pt. Sterowanie procesem treningowym młodych pływaków.
Jest zatrudniony na stanowisku profesora nadzwyczajnego w Katedrze Prozdrowotnej Aktywności Fizycznej Akademii Wychowania Fizycznego im. Jerzego Kukuczki w Katowicach oraz w Instytucie Kultury Fizycznej i Zdrowia w Państwowej Wyższej Szkole Zawodowej w Raciborzu.

## Wybrane publikacje
- Wybrane elementy turystyki kajakowej, Katowice: Wydawnictwo Akademii Wychowania Fizycznego im. Jerzego Kukuczki, 2004.
- Sterowanie procesem treningowym młodych pływaków, Katowice: Wydawnictwo Akademii Wychowania Fizycznego im. Jerzego Kukuczki, 2009.
- Pływanie w szkole podstawowej. Program nauczania "Zabawa, nauka i sport" (współautorstwo), Racibórz: Państwowa Wyższa Szkoła Zawodowa, 2014[2].